# ريبوبليك (أوهايو)
ريبوبليك (بالإنجليزية: Republic, Ohio)‏ هي قرية تقع في الولايات المتحدة في مقاطعة سنيكا، أوهايو. يقدر عدد سكانها بـ 549 نسمة ومساحتها 2.23 كم2 وترتفع عن سطح البحر 268 متر.

## التركيبة السكانية
قام مكتب تعداد الولايات المتحدة بتحديد بيانات التركيبة السكانية لريبوبليك في تعداد الولايات المتحدة. في ما يلي، التركيبة السكانية حسب تعدادي 2000 و2010.

### تعداد عام 2000
بلغ عدد سكان ريبوبليك 614 نسمة بحسب تعداد عام 2000، وبلغ عدد الأسر 223 أسرة وعدد العائلات 165 عائلة مقيمة في القرية. في حين سجلت الكثافة السكانية 711.4 نسمة لكل ميل مربع (274.7/كم2). وبلغ عدد الوحدات السكنية 237 وحدة بمتوسط كثافة قدره 274.6 نسمة لكل ميل مربع (106.0/كم2).
وتوزع التركيب العرقي للقرية بنسبة 99.67% من البيض.
بلغ عدد الأسر 223 أسرة كانت نسبة 39.0% منها لديها أطفال تحت سن الثامنة عشر تعيش معهم، وبلغت نسبة الأزواج القاطنين مع بعضهم البعض 58.3% من أصل المجموع الكلي للأسر، ونسبة 10.3% من الأسر كان لديها معيلات من الإناث دون وجود شريك، وكانت نسبة 26.0% من غير العائلات. تألفت نسبة 22.9% من أصل جميع الأسر من أفراد ونسبة 9.4% كانوا يعيش معهم شخص وحيد يبلغ من العمر 65 عاماً فما فوق. وبلغ متوسط حجم الأسرة المعيشية 3.19، أما متوسط حجم العائلات فبلغ 2.72.
بلغ العمر الوسطي للسكان 33 عاماً. وكانت نسبة 29.6% من القاطنين تحت سن الثامنة عشر، وكانت نسبة 9.4% بين الثامنة عشر والأربعة وعشرون عاماً، ونسبة 28.7% كانت واقعةً في الفئة العمرية ما بين الخامسة والعشرون حتى والأربعة وأربعون عاماً، ونسبة 19.1% كانت ما بين الخامسة والأربعون حتى الرابعة والستون، ونسبة 13.2% كانت ضمن فئة الخامسة والستون عاماً فما فوق. يوجد لكل 100 أنثى 101.3 ذكر، ويوجد لكل 100 أنثى في الثامنة عشر من عمرها فما فوق 99.1 ذكر.
بلغ متوسط دخل الأسرة في القرية 37,813 دولار، أما متوسط دخل العائلة فبلغ 45,083 دولار. وكان متوسط دخل الذكور 32,813 دولار مقابل 20,956 دولار للإناث. وسجل دخل الفرد الخاص بالقرية 14,875 دولار. وكانت نسبة 7.5% من العائلات ونسبة 7.6% من السكان تحت خط الفقر، وكان من هؤلاء نسبة 6.9% تحت سن الثامنة عشر ونسبة 3.7% في الخامسة والستين من العمر وما فوق.

### تعداد عام 2010
بلغ عدد سكان ريبوبليك 549 نسمة بحسب تعداد عام 2010، وبلغ عدد الأسر 220 أسرة وعدد العائلات 151 عائلة مقيمة في القرية. في حين سجلت الكثافة السكانية 638.4 نسمة لكل ميل مربع (246.5/كم2). وبلغ عدد الوحدات السكنية 245 وحدة بمتوسط كثافة قدره 284.9 لكل ميل مربع (110.0/كم2).
وتوزع التركيب العرقي للقرية بنسبة 98.2% من البيض و 0.5% من الأمريكيين الأصليين و 0.2% من الأمريكيين ذوي الأصول الآسيوية و 0.4% من الأمريكيين الأفارقة و 0.7% من عرقين مختلطين أو أكثر.
بلغ عدد الأسر 220 أسرة كانت نسبة 35.9% منها لديها أطفال تحت سن الثامنة عشر تعيش معهم، وبلغت نسبة الأزواج القاطنين مع بعضهم البعض 47.7% من أصل المجموع الكلي للأسر، ونسبة 14.1% من الأسر كان لديها معيلات من الإناث دون وجود شريك، بينما كانت نسبة 6.8% من الأسر لديها معيلون من الذكور دون وجود شريكة وكانت نسبة 31.4% من غير العائلات. تألفت نسبة 25.9% من أصل جميع الأسر من أفراد ونسبة 13.1% كانوا يعيش معهم شخص وحيد يبلغ من العمر 65 عاماً فما فوق. وبلغ متوسط حجم الأسرة المعيشية 2.93، أما متوسط حجم العائلات فبلغ 2.50.
بلغ العمر الوسطي للسكان 35.5 عاماً. وكانت نسبة 25.9% من القاطنين تحت سن الثامنة عشر، وكانت نسبة 7.4% بين الثامنة عشر والأربعة وعشرون عاماً، ونسبة 29.1% كانت واقعةً في الفئة العمرية ما بين الخامسة والعشرون حتى والأربعة وأربعون عاماً، ونسبة 26.2% كانت ما بين الخامسة والأربعون حتى الرابعة والستون، ونسبة 11.3% كانت ضمن فئة الخامسة والستون عاماً فما فوق. وتوزع التركيب الجنسي للسكان بنسبة 50.1% ذكور و49.9% إناث.